# Jeh (Ailinglaplap)
Jeh (auch: Che To, Chie-tō, Dje, Ja, auch: Denden Island, Deudeu-tō, Jojo To, Tutu, internationale Flughafen-Abkürzung: JEJ) ist eine bewohnte Insel des Ailinglaplap-Atolls in der Ralik-Kette im ozeanischen Staat der Marshallinseln (RMI).

## Geographie
Das Motu liegt im östlichen Riffsaum des Atolls zwischen Eridj und einem langgezogenen, namenlosen Motu im Süden und Medyil im Norden am Jeh Channel (Chie-suidō, Jeh Passage). Das Motu selbst liegt ist ca. 1 km lang. Der gleichnamige Ort liegt an der Westseite, zum Innern der Lagune hin.

## Klima
Das Klima ist tropisch heiß, wird jedoch von ständig wehenden Winden gemäßigt. Ebenso wie die anderen Orte der Ailinglaplap-Gruppe wird Jeh gelegentlich von Zyklonen heimgesucht.